# Tales of the Slayers
 (juin 2018).
Si vous disposez d'ouvrages ou d'articles de référence ou si vous connaissez des sites web de qualité traitant du thème abordé ici, merci de compléter l'article en donnant les références utiles à sa vérifiabilité et en les liant à la section « Notes et références ».
Tales of the Slayers est un roman graphique édité par Dark Horse Comics en 2001, spin-off de la série télévisée Buffy contre les vampires. Il est composé de plusieurs histoires courtes, écrites et illustrées par différents artistes, se déroulant dans le Buffyverse. Chacune raconte l'histoire d'un autre membre de la lignée des Tueuses.
Les histoires sont présentées par ordre chronologique et offrent des instantanés de Tueuses à travers l'histoire, de la première Slayer à Melaka Fray.
Le roman graphique est suivi par un one-shot Tales of the Slayers: Broken Bottle of Djinn qui suit le même concept.

## Chapitres
Tales of the Slayers est composé de huit récits racontant l'histoire de huit tueuses de vampires, suivi d'un one-shot. 
| N° | Titre français              | Titre anglais          | Scénariste                   | Dessinateur                       | Résumé |
| -- | --------------------------- | ---------------------- | ---------------------------- | --------------------------------- | --- |
| 1  | Prologue                    | First Slayer           | Joss Whedon                  | Leinil Francis Yu et Dexter Vines | raconte l'exclusion de la première tueuse à l'époque préhistorique de son village africain en raison de ses pouvoirs.                                                                     |
| 2  | Foi                         | Righteous              | Joss Whedon                  | Tim Sale                          | l'exécution d'une tueuse à la période médiévale en raison d'accusation de sorcellerie. |
| 3  | Innocence                   | The Innocent           | Amber Benson                 | Ted Naifeh                        | la manipulation de Claudine, tueuse à la Révolution française de 1789, à qui son observateur fait croire qu'un aristocrate parisien est un vampire.                                       |
| 4  | Présomption                 | Presumption            | Jane Espenson                | P. Craig Russell                  | un bal aristocratique en Angleterre en 1813 où se rend la tueuse Elizabeth Weston. |
| 5  | Le monde scintillant        | The Glittering World   | David Fury                   | Steve Lieber                      | la fondation de Sunnydale et la mort de Naayeeneizghani, une tueuse Navajo a l'époque du Far West.                                                                                        |
| 6  | Sonnenblume                 | Sonnenblume            | Rebecca Rand Kirshner        | Mira Friedman                     | la découverte de la nature du mal par Anni, une tueuse membre de la Bund Deutscher Mädel dans le Troisième Reich en 1938.                                                                 |
| 7  | Nikki dans la nuit          | Nikki Goes Down!       | Doug Petrie                  | Gene Colan                        | la vengeance de Nikki Wood, la mère du proviseur Wood, qui était une afro-américaine qui a vécu pendant les années 70.                                                                    |
| 8  | Les chroniques              | Tales                  | Joss Whedon                  | Karl Moline et Andy Owens         | la découverte par Fray des histoires des autres tueuses. |
| 9  | Pour une bouteille de djinn | Broken Bottle of Djinn | Jane Espenson et Doug Petrie | Jeff Matsuda et Gene Colan        | Buffy et Willow combattent un esprit puissant libéré d'un casier au lycée de Sunnydale et finissent par le transporter en 1937, ou Rachel O'Connor doit composer avec un esprit puissant. |

## Publications

### Éditions françaises
Le roman graphique est proposé par l'éditeur Panini Comics dans sa collection Fusion Comics en novembre 2011 sous le titre Chroniques des tueuses de vampires : Tome 1  (ISBN 978-2-8094-2137-8). L'album regroupe le roman graphique mais aussi le one-shot Broken Bottle of Djinn et deux récits liés à la série Tales of the Vampires. Ces deux récits sont Sacrées bonnes femme (Tales of the Vampire: Dames) et Le kiff (Tales of the Vampire: The Thrill).
La suite de la série Tales of the Vampires se trouve dans Chroniques des tueuses de vampires : Tome 2, sorti en 2012  (ISBN 978-2-8094-2357-0).